# Талкітна (Аляска)
Талкітна (англ. Talkeetna) — переписна місцевість (CDP) в США, в окрузі Матануска-Сусітна штату Аляска. Населення — 1055 осіб (2020).

## Географія
Талкітна розташована за координатами 62°16′17″ пн. ш. 150°5′4″ зх. д. / 62.27139° пн. ш. 150.08444° зх. д. (62.271377, -150.084564).  За даними Бюро перепису населення США в 2010 році переписна місцевість мала площу 77,14 км², з яких 69,38 км² — суходіл та 7,75 км² — водойми.

### Клімат
| Клімат : Талкітна       | Клімат : Талкітна | Клімат : Талкітна | Клімат : Талкітна | Клімат : Талкітна | Клімат : Талкітна | Клімат : Талкітна | Клімат : Талкітна | Клімат : Талкітна | Клімат : Талкітна | Клімат : Талкітна | Клімат : Талкітна | Клімат : Талкітна | Клімат : Талкітна |
| Показник                | Січ.              | Лют.              | Бер.              | Квіт.             | Трав.             | Черв.             | Лип.              | Серп.             | Вер.              | Жовт.             | Лист.             | Груд.             | Рік               |
| Абсолютний максимум, °C | 8,3               | 11,1              | 12,8              | 25,0              | 30,6              | 35,6              | 33,9              | 31,7              | 25,6              | 20,0              | 11,1              | 9,4               | 35,6              |
| Середній максимум, °C   | −5,4              | −2,4              | 2,0               | 7,8               | 14,7              | 19,4              | 20,3              | 18,4              | 13,2              | 4,8               | −2,9              | −4,6              | 7,2               |
| Середній мінімум, °C    | −14,3             | −12,9             | −9,9              | −3,6              | 2,8               | 8,4               | 11,0              | 9,0               | 4,0               | −3,4              | −11,1             | −13,2             | −2,7              |
| Абсолютний мінімум, °C  | −44,4             | −43,3             | −41,7             | −38,3             | −13,3             | −4,4              | −3,3              | −3,9              | −11,7             | −29,4             | −40,6             | −47,2             | −47,2             |
| Норма опадів, мм        | 35                | 37                | 27                | 33                | 41                | 49                | 86                | 130               | 110               | 74                | 41                | 49                | 710               |
| Днів з опадами          | 9,5               | 8,9               | 7,9               | 7,9               | 11,6              | 13,2              | 15,6              | 17,7              | 16,8              | 12,9              | 10,0              | 11,4              | 143,4             |
| Днів зі снігом          | 10,3              | 9,5               | 8,0               | 3,8               | 0,5               | 0                 | 0                 | 0                 | 0,5               | 5,6               | 11,6              | 13,0              | 62,8              |
| Вологість повітря, %    | 72.2              | 72.6              | 70.2              | 69.6              | 66.8              | 71                | 75.9              | 79.6              | 81.2              | 80.9              | 76.1              | 73                | 74                |
| ----------------------- | ----------------- | ----------------- | ----------------- | ----------------- | ----------------- | ----------------- | ----------------- | ----------------- | ----------------- | ----------------- | ----------------- | ----------------- | ----------------- |
| Джерело: NOAA           |                   |                   |                   |                   |                   |                   |                   |                   |                   |                   |                   |                   |                   |

## Демографія
Згідно з переписом 2010 року, у переписній місцевості мешкало 876 осіб у 449 домогосподарствах у складі 211 родини. Густота населення становила 11 осіб/км².  Було 744 помешкання (10/км²).
Расовий склад населення:
| - 91,4 % — білих - 3,7 % — корінних американців - 0,5 % — вихідців з тихоокеанських островів - 0,5 % — азіатів - 0,3 % — чорних або афроамериканців |

До двох чи більше рас належало 3,4 %. Частка іспаномовних становила 1,8 % від усіх жителів.
За віковим діапазоном населення розподілялося таким чином: 19,1 % — особи молодші 18 років, 70,7 % — особи у віці 18—64 років, 10,2 % — особи у віці 65 років та старші. Медіана віку мешканця становила 45,4 року. На 100 осіб жіночої статі у переписній місцевості припадало 107,1 чоловіків;  на 100 жінок у віці від 18 років та старших — 113,6 чоловіків також старших 18 років.
Середній дохід на одне домашнє господарство  становив 60 543 долари США (медіана — 49 861), а середній дохід на одну сім'ю — 77 820 доларів (медіана — 75 417). За межею бідності перебувало 6,7 % осіб, у тому числі 0,0 % дітей у віці до 18 років та 10,7 % осіб у віці 65 років та старших.
Цивільне працевлаштоване населення становило 350 осіб. Основні галузі зайнятості: мистецтво, розваги та відпочинок — 26,6 %, транспорт — 14,0 %, науковці, спеціалісти, менеджери — 13,7 %.